# Trumilly
Trumilly település Franciaországban, Oise megyében. Lakosainak száma 521 fő (2022. január 1.). Trumilly Néry, Auger-Saint-Vincent, Duvy, Fresnoy-le-Luat, Rocquemont és Rully községekkel határos.

## Népesség
A település népessége az elmúlt években az alábbi módon változott:
| Lakosok száma | 523  | 513  | 545  | 528  | 535  | 532  | 529  | 521  | 521  |
|               | 2013 | 2015 | 2016 | 2017 | 2018 | 2019 | 2020 | 2021 | 2022 |